# Richard Barthelmess
Richard Selmer "Dick" Barthelmess (født 9. maj 1895 i New York City, død 17. august 1963 i New York) var en amerikansk stumfilmsskuespiller som har været nomineret til flere Oscar. Han etablerede også sit eget produktionsselskab som hed Inspiration Film Company sammen med Charles Duell og Henry King. 
I 1920'erne var Barthelmess en af de bedst betalte skuespillere i Hollywood og han havde roller i kendte klassikere som The Patent Leather Kid (1927) og The Noose (1928). Han blev nomineret til en Oscar i kategorien bedste skuespiller for sine roller i begge disse film.
Men da tonefilmen blev opfundet ændredes Barthelmess' lykke. Han producerede flere film indenfor det nye medie, mest kendt af disse er filmene Son of the Gods (1930), The Dawn Patrol (1930), The Last Flight (1931) og The Cabin in the Cotton (1932). Men han mislykkedes med at opretholde stjernestatusen fra sine dage med stumfilm og gradvis forlod han underholdningsbranchen til fordel for hæren. 
Barthelmess meldte sig til Naval Reserve i hæren og under 2. verdenskrig gjorde han tjeneste som løjtnant og han kom aldrig tilbage til filmbranchen og foretrak i stedet at leve af sine investeringer. Barthelmess var en af grundlæggerne af Academy of Motion Picture Arts and Sciences. For sin indsats som skuespiller blev Richard Barthelmess tildelt en stjerne på Hollywood Walk of Fame.
Han døde af kræft 17. august 1963 i New York.